# 在那開滿花的山丘，我想見到妳。
《在那開滿花的山丘，我想見到妳。》（日语：あの花が咲く丘で、君とまた出会えたら。）是汐見夏衛所撰寫的日本輕小說。2015年12月5日開始在網站野草莓連載，最初是以「可視光之夏－與特攻隊共度的日子－」為作品名。並於2016年7月更改為目前名稱，經Starts出版文庫發行實體書，Pomodorosa擔綱插圖。改編漫畫由松瀨大地擔任作畫，2021年9月起於網路周刊《電擊Comic Regulus》開始連載。2023年5月宣佈將改編為真人電影，預計於同年12月8日正式上映。
本作描述現代的女子中學生加納百合意外穿越時空，回到1945年二戰末期的日本，與特攻隊青年佐久間彰之間，構織出一段跨越時空的悲傷戀愛物語。

## 登場人物

### 主要角色
加納百合（演：福原遙）

佐久間彰（演：水上恆司）

石丸（演：伊藤健太郎）

板倉（演：嶋崎斗亞）

寺岡（演：上川周作）

加藤（演：小野塚勇人）

千代（演：出口夏希）

加納幸惠（演：中嶋朋子）

雅瑪塔（演：坪倉由幸）

茲魯（演：松坂慶子）

## 出版書籍

### 輕小說
| 冊數 | Starts出版    | Starts出版             |
| 冊數 | 發售日期      | ISBN                   |
| ---- | ------------- | ---------------------- |
| 1    | 2016年7月28日 | ISBN 978-4-813-70130-9 |

### 漫畫
| 冊數 | Kadokawa      | Kadokawa               |
| 冊數 | 發售日期      | ISBN                   |
| ---- | ------------- | ---------------------- |
| 1    | 2022年7月8日  | ISBN 978-4-049-14422-2 |
| 2    | 2022年9月26日 | ISBN 978-4-049-14690-5 |

## 真人電影

### 製作人員
- 原作：汐見夏衛
- 導演：成田洋一
- 編劇：山浦雅大、成田洋一
- 美術設計：丸尾知行、中川理仁
- 攝影：小林拓
- 音樂：野口良
- 音樂監督：茂木英興
- 音響效果：澀谷圭介
- 製作協力： 松竹映像中心

### 主題曲
想望
主唱、作詞、作曲、編曲：福山雅治。

## 外部連結
- 小說官方網站（日語）
- 漫畫官方網站（日語）
- 電影特設網站（日語）
- 真人電影的X（前Twitter）（日語）